# جيمس دبليو. والتر سينيور
جيمس دبليو. والتر سينيور (بالإنجليزية: James W. Walter, Sr.)‏ هو شخصية أعمال أمريكي، ولد في 18 سبتمبر 1922، وتوفي في 6 يناير 2000.